# Sabcé
Pour le département, voir Sabcé (département).
Sabcé est la ville chef-lieu du département de Sabcé située dans la province du Bam et dans la région Centre-Nord du Burkina Faso.

## Géographie
La commune est traversée par la route nationale 22.

## Économie et transports

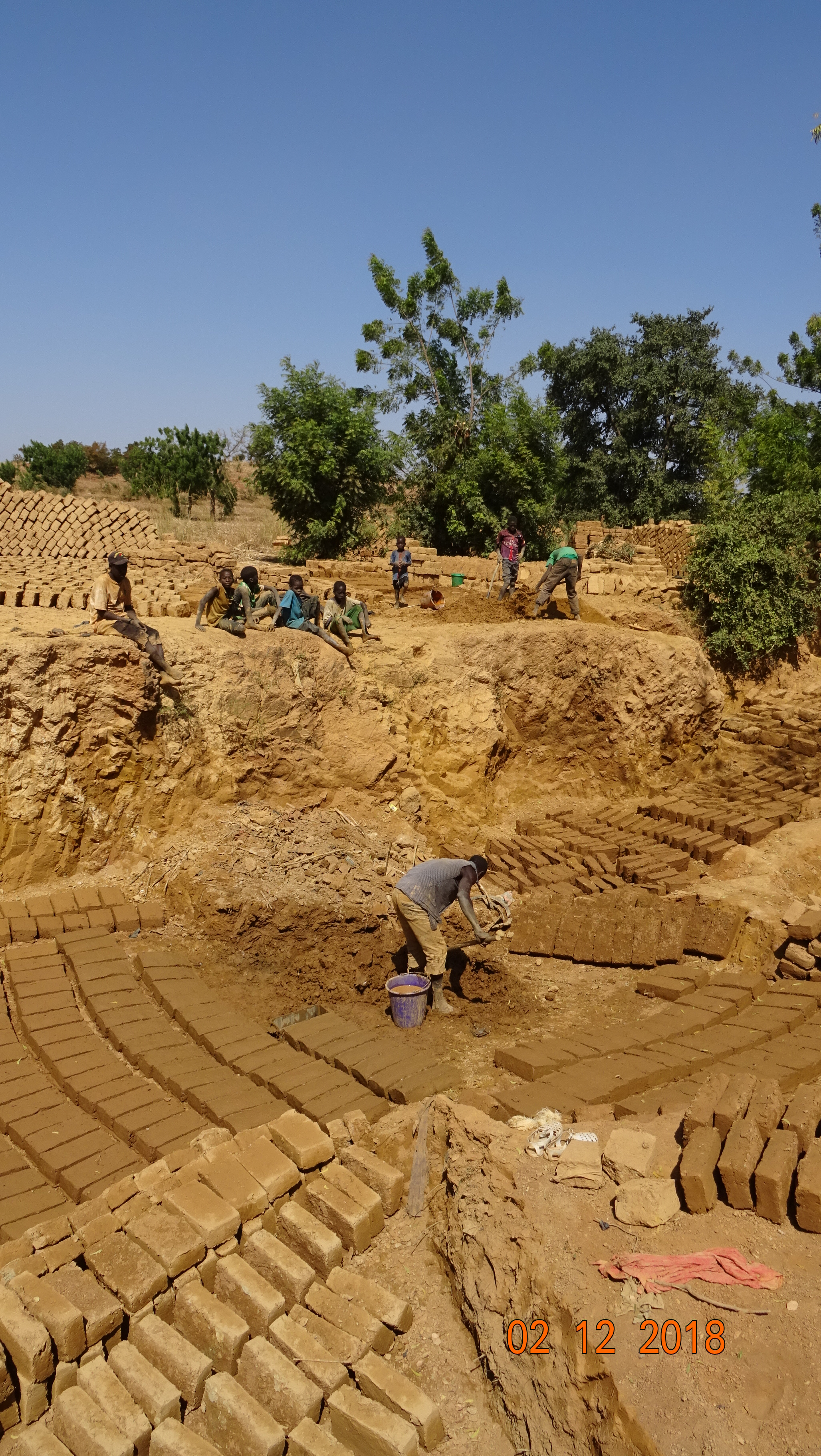
Fabrication de briques de banco.